# Sapphire Elia
Sapphire Chrystalla Elia (ur. 15 kwietnia 1987 r. w Anglii) – brytyjska aktorka i piosenkarka odgrywająca m.in. rolę Claudine Cameron w serialu Britannia High.